# Dipartimento di Kouffo
Il dipartimento di Kouffo (o Couffo; ufficialmente département de Couffo in francese) è uno dei 12 dipartimenti del Benin con 621 828 abitanti (stima 2006), situato a sud-ovest del Benin. Confina con il Togo ad ovest e con i dipartimenti di Mono, Zou, e dell'Atlantico. Kouffo fu creato nel 1999 dopo la spartizione dei sei precedenti dipartimenti negli odierni dodici, da un'area del dipartimento di Mono. Dal 2008, la capitale è Aplahoué.

## Comuni
Kouffo è diviso nei comuni di:
- Aplahoué
- Djakotomey
- Dogbo
- Klouékanmè
- Lalo
- Toviklin